# Esarcato patriarcale di Giordania
L'esarcato patriarcale di Giordania è una sede della Chiesa cattolica in Giordania immediatamente soggetta al patriarcato di Antiochia dei Maroniti. Nel 2022 contava 1.000 battezzati. È retto dall'arcieparca Moussa El-Hage, O.A.M.

## Territorio
L'esarcato patriarcale estende la sua giurisdizione sui fedeli cattolici maroniti della Giordania.
Comprende due parrocchie, fra cui quella di Amman, dedicata a san Charbel Makhluf.

## Storia
L'esarcato patriarcale di Giordania è stato eretto il 5 ottobre 1996.
Fin dalla sua erezione è stato affidato alla cura pastorale dell'arcieparca di Haifa e Terra Santa.

## Cronotassi dei vescovi
Si omettono i periodi di sede vacante non superiori ai 2 anni o non storicamente accertati.
- Paul Nabil El-Sayah (5 ottobre 1996 - 6 giugno 2011 nominato arcivescovo, titolo personale, di curia del patriarcato di Antiochia dei maroniti)
- Moussa El-Hage, O.A.M., dal 16 giugno 2012

## Statistiche
L'esarcato patriarcale nel 2022 contava 1.000 battezzati.
| anno | popolazione | popolazione | popolazione | presbiteri | presbiteri | presbiteri | presbiteri                | diaconi | religiosi | religiosi | parrocchie |
| anno | battezzati  | totale      | %           | numero     | secolari   | regolari   | battezzati per presbitero | diaconi | uomini    | donne     | parrocchie |
| ---- | ----------- | ----------- | ----------- | ---------- | ---------- | ---------- | ------------------------- | ------- | --------- | --------- | ---------- |
| 2005 | 1.200       | ?           | ?           | 1          | 1          |            | 1.200                     |         |           |           | 1          |
| 2010 | 1.500       | ?           | ?           | 2          | 2          |            | 750                       |         |           |           | 2          |
| 2011 | 1.500       | ?           | ?           | 2          | 2          |            | 750                       |         |           |           | 1          |
| 2012 | 1.530       | ?           | ?           | 1          | 1          |            | 1.530                     |         |           |           | 1          |
| 2015 | 1.560       | ?           | ?           | 1          | 1          |            | 1.560                     |         |           |           | 1          |
| 2018 | 700         | ?           | ?           | 2          | 2          |            | 350                       |         |           |           | 1          |
| 2020 | 1.000       | ?           | ?           | 1          | 1          |            | 1.000                     | 4       |           |           | 2          |
| 2022 | 1.000       | ?           | ?           | 1          | 1          |            | 1.000                     | 4       |           |           | 2          |